# كارلا بيترسون
كارلا بيترسون (بالإسبانية: Carla Peterson)‏ (6 أبريل 1974 -)، ممثلة أرجنتينية من أصل سويدي.
بدأت حياتها الفنية في المسرح، وظهرت لأول مرة على شاشة التليفزيون في مسلسل Dance Party، عام 1992، بعدها شاركت في عشرات المسلسلات والمسرحيات، أهمها: «الأميرة» و«من هي جانيت» و«الشباب أحباء».
جلب لها المسلسل الكوميدي «مسلسل لولا» شهرة واسعة في جميع أنحاء العالم، وحازت عنه عديدا من الجوائز؛ منها جائزة Martín Fierro لأفضل ممثلة كوميدية عام 2007، كما حازت جائزة Premios Clarín Espectáculos كأفضل ممثلة كوميدية لعامي 2007 و 2008.

## مواضيع ذات علاقة
- رودريغو دياز
- دافيد شوكارو
- سيباستيان رولي
- فريديريكو إيسوين
- دييغو أوليفيرا
- فيكتوريا مورات
- أندريا ديل بوكا

## المصدر
موقع قناة mbc4

## روابط خارجية
- كارلا بيترسون على موقع IMDb (الإنجليزية)
- كارلا بيترسون على موقع روتن توميتوز (الإنجليزية)
- كارلا بيترسون على موقع قاعدة بيانات الأفلام العربية
- كارلا بيترسون على موقع ألو سيني (الفرنسية)
- كارلا بيترسون على موقع أول موفي (الإنجليزية)
- كارلا بيترسون على موقع قاعدة بيانات الفيلم (الإنجليزية)
- كارلا بيترسون على موقع كينوبويسك (الروسية)